# Air Madagascar

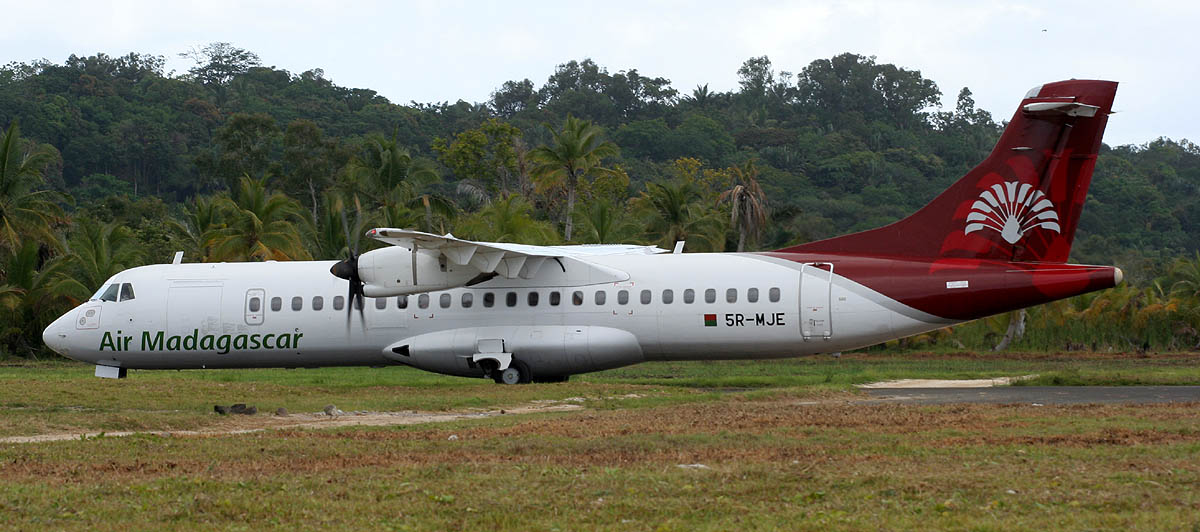
ATR 72 linii Air Madagascar

Air Madagascar – malgaskie linie lotnicze powstałe w 1962 r. z siedzibą w Antananarywie.
Agencja ratingowa Skytrax przyznała liniom 3 gwiazdki.

## Porty docelowe

### Afryka
- Kenia
  - Nairobi (Port lotniczy Jomo Kenyatta)
- Komory
  - Moroni (Port lotniczy Moroni)
- Majotta
  - Dzaoudzi (Port lotniczy Dzaoudzi)

- Madagaskar
  - Ambatomainty
  - Ankawandra
  - Antalaha
  - Antananarywa (Port lotniczy Antananarywa)
  - Antsalova
  - Antsiranana (Port lotniczy Antsiranana)
  - Antsohihy
  - Belo
  - Besalampy
  - Farafangana
  - Fianarantsoa
  - Maintirano
  - Majunga
  - Manakara
  - Mananjary
  - Mandritsara
  - Manja
  - Maroantsetra
  - Morafenobe
  - Morombe
  - Morondava (Port lotniczy Morondava)
  - Nossi-Be (Port lotniczy Nosy Be)
  - Sainte Marie
  - Sambava
  - Soalala
  - Tamatave
  - Tambohorano
  - Tôlanaro (Port lotniczy Tôlanaro)
  - Toliara
  - Tsaratanana
  - Tsiroanomandidy

- Południowa Afryka
  - Johannesburg (Port lotniczy Johannesburg)
- Reunion
  - Saint-Denis (Port lotniczy Reunion)
  - Saint-Pierre (Port lotniczy Pierrefonds)

### Azja
- Tajlandia
  - Bangkok (Port lotniczy Bangkok-Suvarnabhumi)

### Europa
- Francja
  - Marsylia (Port lotniczy Marsylia)
  - Paryż (Port lotniczy Paryż-Roissy-Charles de Gaulle)
- Włochy
  - Mediolan (Port lotniczy Mediolan-Malpensa)

## Flota
W 2022 roku średni wiek floty wynosił 20 lat
- 1 Airbus A340-300
- 1 Boeing 737-300
- 1 ATR 42
- 6 ATR 72